# 2021 год в истории железнодорожного транспорта
2021 год в истории железнодорожного транспорта

## События
- 30 апреля — на маршруте Москва—Минск запущен скоростной электропоезд «Ласточка»[1][2].
- 29 мая — открыт Восточный вокзал (проектное название: Черкизовский) в Москве[3][4].
- 25 июня — открытие станции МЦД-2 Щукинская и ликвидация платформы Покровское-Стрешнево[5].
- 26—29 августа — проведение международной железнодорожной выставки PRO//Движение.ЭКСПО в Щербинке.
- 11 ноября — открытие самой восточной высокоскоростной железнодорожной линии в Китае, соединяющей Муданьцзян и Цзямусы[6].
- 7 декабря — открытие станции Аминьевская вместе с новой станцией метро Аминьевская на Киевском направлении.

## Происшествия
- 26 марта — 19 человек погибли и 185 получили травмы в результате столкновения двух поездов в городе Тахта (Египет). Причиной катастрофы стал несанкционированный срыв стоп-крана неизвестными, что вызвало резкую внеплановую остановку поезда[7].
- 2 апреля — пассажирский поезд столкнулся с автомобильным краном и сошёл с рельсов на въезде в туннель в уезде Хуалянь (Тайвань). Погибли 50 человек, 202 пострадали.

- 7 июня — при столкновении поездов в Пакистане погибли 65 человек.

- 4 августа — лобовое столкновение двух поездов в Милавче (Чехия). Погибли 3 человека, 67 пострадали[8].